# 체리가 익어갈 무렵

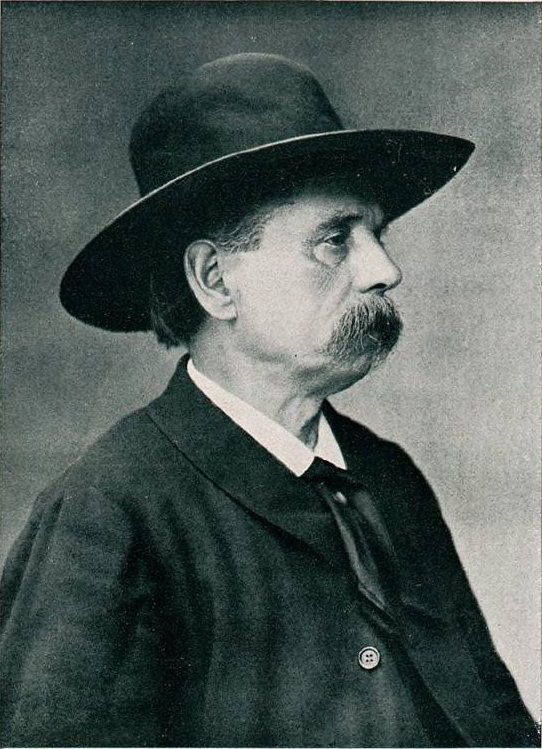
장 바티스트 클레망
사진사 나다르의 사진

체리가 익어갈 무렵(프랑스어: Le Temps des cerises)는 1866년에 발표된 샹송으로, 작사는 장 바티스트 클레망(fr)이, 작곡은 앙투안 르나르(fr)가 하였다.
이 곡은 많은 버전이 있으며, 그 중 샤를 트르네 (1913 ~ 2001)가 부른 곡이 잘 알려져 있다. 이브 몽탕이 취입했었고, 1996년 1월 10일 바스티유에서 바바라 헨드릭스가 전 프랑스 대통령 프랑수아 미테랑을 추모하면서 부른 적이 있다. 2001년에 베이스-바리톤(en) 조세 반 담(fr)이 불렀고, 2008년에는 벨기에 팝 그룹 후버포닉(en)의 리더 싱어 기키 아르나에르트(en)와 벨기에 팝 가수 보베야안 슈펜(nl)이 함께 불렀다.  느와르 데지르(fr)가 부른 록 음악 버전도 있다.

## 배경
체리가 익어갈 무렵은 파리 코뮌 당시(1871년 3월 18일 - 5월 28일)에 가사가 추가되었다. 나폴레옹 3세 (출생 1808, 황제재위 1852 - 1870, 사망 1873) 치하에서 불리다가, 보불 전쟁에서 프랑스가 패하고, 임시정부가 프로이센과 1871년 2월 26일 베르사유 평화협정(de)을 맺자, 파리 시민과 노동자 계급이 1871년 3월 18일에 봉기하여 자치정부인 파리 코뮌을 세웠다. 그러나 프로이센의 지원을 받은 임시정부군이 파리 코뮌을 진압했다. 이 시기 장 바티스트 클레망은 파리 코뮌에 가담한 전력이 있다. 1871년 5월 22일에서 5월 28일기간 파리 코뮌이 진압된 사태를 피의 일주일(fr)이라 한다.
체리는 파리 코뮌에서 사용한 적기와 혈액을 의미해 자유, 단결, 저항을 상징한다. 다른 한편으로는 환희와 기쁨을 나타낸다.

## 대중문화
- 1936년 자크 프레베르가 자신의 시 Le Temps des noyaux에 체리가 익어갈 무렵의 가사를 패러디해 작시했다.
- 1987년 클림페레이(fr)는 앨범 When memories began to fade에서 피아노 곡으로 편곡 작업을 했다.
- 1992년 개봉된 애니메이션《붉은 돼지》에서 마담 지나의 배역을 맡은 일본인 성우 카토 토키코가 노래를 불렀다.

## 노랫말
Quand nous chanterons le temps des cerises (Quand nous en serons au temps des cerises)

Et gai rossignol et merle moqueur

Seront tous en fête

Les belles auront la folie en tête

Et les amoureux du soleil au cœur

Quand nous chanterons le temps des cerises

Sifflera bien mieux le merle moqueur

Mais il est bien court le temps des cerises

Où l'on s'en va deux cueillir en rêvant

Des pendants d'oreilles...

Cerises d'amour aux robes pareilles (vermeilles)

Tombant sous la feuille (mousse) en gouttes de sang...

Mais il est bien court le temps des cerises

Pendants de corail qu'on cueille en rêvant !

Quand vous en serez au temps des cerises

Si vous avez peur des chagrins d'amour

Évitez les belles !

Moi qui ne craint pas les peines cruelles

Je ne vivrai pas sans souffrir un jour...

Quand vous en serez au temps des cerises

Vous aurez aussi des chagrins d'amour !

J'aimerai toujours le temps des cerises

C'est de ce temps-là que je garde au cœur

Une plaie ouverte !

Et Dame Fortune, en m'étant offerte

Ne pourra jamais calmer ma douleur...

J'aimerai toujours le temps des cerises

Et le souvenir que je garde au cœur !

## 같이 보기
- 파리 코뮌
- 피의 일주일(fr)